# Баук, Арсен
Арсен Баук (хорв. Arsen Bauk; род. 7 февраля 1973) — хорватский политик, член правящей Социал-демократической партии, нынешний министр управления Хорватии.

## Жизнеописание
Окончил среднюю школу в Сплите в 1991 году. Окончил естественно-математический факультет Загребского университета в 1997 году, где стал профессором математики и информатики.
Член Социал-демократической партии с 1991 года. Член центрального комитета партии с 2000 года. Председатель окружной партийной организации в Сплитско-Далматинской жупании с 2010 года.
Был заместителем министров обороны Йозо Радоша и Жельки Антуновича с 2000 по 2003 год в правительстве Ивицы Рачан. После этого он четыре года был членом Исполнительного комитета СДП.
На шестых парламентских выборах впервые избирается депутатом парламента. В этот срок депутатских полномочий Баук был заместителем председателя комиссии по проверке полномочий и привилегий, членом комитета по вопросам обороны, комитета по межпарламентскому сотрудничеству и комитета по морским делам, транспорта и связи.
На седьмых парламентских выборах 2011 его вторично избрали в парламент. С 23 декабря 2011 назначен министром управления в левоцентристском правительстве Зорана Милановича.